# Naplanum
Naplānum zou volgens de koningslijst van Larsa ca. 2025 -2005 v.Chr. de eerste koning van het onafhankelijke koninkrijk Larsa geweest zijn. Hij zou daarmee een tijdgenoot van de laatste koning van Ur III, Ibbi-Sin geweest zijn die ca. 2027-2004 v.Chr. geregeerd heeft, d.w.z. tot aan de val en verwoesting van Ur in 2004.
Er zijn echter in het geheel geen koninklijke inscripties of jaarnamen van een koning van Larsa met de naam Naplanum bekend. Wel is er vanaf het einde van het bewind van Shulgi van Ur III (tot 2047 v.Chr.) en onder zijn opvolgers Amar-Sin en Shu-Sin regelmatig sprake van ene Naplanum. Dat kan wat tijd betreft goed dezelfde persoon geweest zijn en dit is al een eeuw geleden door Landsberger gesuggereerd (1924). Later (1966) is dit door G. Buccellati opnieuw bekeken en verworpen, maar er is sindsdien een aanzienlijke hoeveelheid extra informatie beschikbaar gekomen. Steinkeller (2021) stelt op grond daarvan voor de Landsbergerhypothese in ere te herstellen. Er is onder Ibbi-Sin slechts een vermelding van Naplanum. Het is een tablet dat de geregelde levering van schapen en geiten voor de renners van Ili-babum, zoon van Naplanum de Amoriet, vermeldt. Het is mogelijk dat hij aanvankelijk rond 2025 door Ibbi-Sin benoemd werd als stadvorst van Larsa en pas later als onafhankelijk koning ging optreden.
De Ur III-bronnen maken duidelijk dat Naplanum veruit de belangrijkste Amorietenhoofdman en een van de belangrijkste figuren uit de late tijd van Ur III was. Er zijn een groot aantal geschreven verwijzingen naar hem en wordt altijd als eerste genoemd op de lijst met Amoritische leiders. De naam van zijn broer (Yanbuli), zijn zoons (Shulgi-abi en Ili-babum) en zijn neefjes (Abi-ishkil en Dannum) zijn bekend. In de tijd van Amar-Sin woonde hij in de stad Kisig. Deze plaats lag in het gebied dat later tot het koninkrijk Larsa zou behoren. Hij had echter ook relaties met "kur Mar-tu", het land Martu ofwel het land van de Amorieten. Onder Amar-Sin werden er daar ladingen schapen naar hem verscheept. Dit gebied lag waarschijnlijk op de oostelijke oever van de Tigris tegenover Mashkan-shapir en was het gebied van de Emutbala-stam. Of Naplanum in verband stond met de Emutbala is mogelijk maar niet helemaal zeker. Ook de vraag of hij inderdaad de eerste Larsa-koning geweest is, is niet helemaal beslecht. Het is ook mogelijk dat hij pas later als de grondlegger van het koninkrijk gezien werd omdat men hem zich als een machtige Amorietenhoofdman herinnerde en zo op de koningslijst terechtgekomen is.